# Laelia eyermaniana
Laelia eyermaniana är en orkidéart som beskrevs av Heinrich Gustav Reichenbach. Laelia eyermaniana ingår i släktet Laelia och familjen orkidéer. Inga underarter finns listade i Catalogue of Life.